# Sweet but Psycho
Sweet but Psycho è un singolo della cantante statunitense Ava Max, pubblicato il 17 agosto 2018 come primo estratto dal primo album in studio Heaven & Hell.
Il brano è stato scritto dalla stessa cantante in collaborazione con Andreas Andersen Haukeland, Madison Love, William Lobban Bean e Henry Walter, in arte Cirkut, e prodotto da quest'ultimo.

## Composizione
Sweet but Psycho ha una misura di 4/4 e un tempo di 133 battiti per minuto. Il brano si apre con un urlo distorto campionato dal film Scream 3 (2000), seguito dal primo ritornello, accompagnato dal pianoforte. Con la prima strofa entrano in scena nella base musicale le percussioni. Il brano ha una struttura strofa-preritornello-ritornello, che si ripete per due volte; tra il terzo e il quarto ritornello è presente un bridge. Ha una durata di tre minuti e sette secondi.
Sul significato del testo la cantante ha affermato durante un'intervista a Idolator: «Parla di una ragazza che non ha paura di mostrare tutte le sfaccettature della sua personalità, e di un ragazzo che ama tutti questi suoi lati. È una ragazza incompresa nella sua relazione, le viene detto che è una psicopatica, ed effettivamente si comporta da pazza quando si sente di farlo, ma in realtà è solo molto esplicita e si sta esprimendo», aggiungendo che si immedesima nella protagonista.

## Promozione
Le prime esibizioni dal vivo di Sweet but Psycho risalgono ad ottobre 2018, quando Ava Max ha cantato il pezzo in Romania su Virgin Radio e in Polonia durante il programma mattutino Dzień dobry su TVN. Il mese successivo è sbarcata negli Stati Uniti per intraprendere un tour radiofonico per promuovere il singolo, cominciando con il Dunkin' Donuts Iced Coffee Lounge della piattaforma online iHeartRadio.
Il 24 gennaio 2019 Ava Max ha fatto il suo debutto televisivo negli Stati Uniti, esibendosi al Late Late Show with James Corden. Il giorno successivo ha cantato Sweet but Psycho al Today Show. Il 3 marzo 2019 ha debuttato in Italia, cantando Sweet but Psycho in diretta su Rai 1 durante la trasmissione Che tempo che fa, condotta da Fabio Fazio.

## Video musicale
Insieme al singolo è stato anche pubblicato un lyric video sul canale YouTube della cantante, contenente delle immagini basate sul testo della canzone. Il video è stato diretto da Ryan Hutchins.
Il 27 agosto 2018 è stato reso disponibile, sempre su YouTube, il video ufficiale del brano, diretto dal regista bengalese-statunitense Shomi Patwary. Nella clip, la cantante spia il suo interesse amoroso mentre bacia la sua compagna; una volta tornata a casa, gli invia un SMS invitandolo a cena. Accettata la proposta, i due si dirigono verso la casa della cantante, dove lei lo stordisce con un drink. Una volta riacquistata parziale coscienza, lo insegue con un'ascia e con un coltello, lo cattura, lo lega, e finisce per bruciarlo. La storyline è inframmezzata da scene in cui Ava Max è vista cantare in vari punti della casa. Il video è stato criticato dall'associazione britannica Zero Suicide Alliance per via della rappresentazione di violenza immotivata e per la stigmatizzazione di malattie mentali.
Il 1º novembre 2018 è stato caricato sul canale YouTube di Ava Max un video musicale per la versione acustica del brano, dove l'interprete canta il brano mentre suona al pianoforte.

## Controversie
Il testo di Sweet but Psycho è stato accusato di stigmatizzare malattie mentali come psicosi e psicopatia. Alim Kheraj del Daily Telegraph ha dichiarato che «utilizzare testi simili per clickbait e usare in modo peggiorativo termini come psicopatico e pazzo evoca un sentimento che sembra essere in netto contrasto con i recenti progressi dell'industria musicale». Scrivendo per HeadStuff, Courtney Smyth non ha criticato direttamente la cantante, ma ha affermato che tutte le persone coinvolte avrebbero dovuto riconsiderare la pubblicazione della canzone in quanto contiene strofe che alludono a stereotipi misogini. La Zero Suicide Alliance britannica ha condannato il testo della canzone in quanto «perpetua stereotipi esistenti» che stigmatizzano ulteriormente le malattie mentali. In risposta alle accuse, Ava Max ha negato le affermazioni in un'intervista per Vanity Fair.

## Tracce
Download digitale
1. Sweet but Psycho – 3:07

Download digitale (versione acustica)
1. Sweet but Psycho (versione acustica) – 2:59

Download digitale (EP remix)
1. Sweet but Psycho (Kat Krazy Remix) – 3:09
2. Sweet but Psycho (Elijah Hill Remix) – 3:58
3. Sweet but Psycho (Leon Lour Remix) – 4:09
4. Sweet but Psycho (Morgan Page Remix) – 3:46
5. Sweet but Psycho (Paul Morrell Remix) – 3:24

## Formazione
- Ava Max – voce
- Cirkut – produzione
- Sean Myer – produzione aggiuntiva
- Șerban Ghenea – missaggio
- John Hanes – assistenza al missaggio
- Chris Gehringer – mastering

## Successo commerciale
Sweet but Psycho è stato il 12º singolo più consumato del 2019, accumulando 8,8 milioni di unità nel corso dei dodici mesi secondo l'International Federation of the Phonographic Industry.
Nella Billboard Hot 100 statunitense il brano ha fatto il suo ingresso al numero 87 nella pubblicazione del 29 dicembre 2018, segnando la prima entrata della cantante nella prestigiosa classifica. Dopo ventitré settimane la canzone ha registrato come picco la posizione numero 10, diventando anche la prima top ten di Ava Max in patria. In Canada ha raggiunto il numero 11 della Canadian Hot 100 l'11 maggio 2019.
Nella Official Singles Chart la canzone ha debuttato al numero 77 nella settimana del 1º novembre 2018, raggiungendo la vetta dopo nove settimane grazie a 65 000 unità vendute, comprese 7 milioni di riproduzioni in streaming, diventando la prima numero uno dell'interprete nel Regno Unito. Ha totalizzato quattro settimane consecutive in vetta alla classifica.
In Italia è stato il 6º singolo più trasmesso dalle radio nel 2019.

## Classifiche

### Classifiche settimanali
| Classifica (2018-19) | Posizione massima |
| -------------------- | ----------------- |
| Australia            | 2                 |
| Austria              | 1                 |
| Belgio (Fiandre)     | 1                 |
| Belgio (Vallonia)    | 1                 |
| Bulgaria             | 4                 |
| Canada               | 11                |
| Croazia              | 1                 |
| Danimarca            | 1                 |
| Estonia              | 1                 |
| Finlandia            | 1                 |
| Francia              | 8                 |
| Germania             | 1                 |
| Grecia               | 12                |
| Irlanda              | 1                 |
| Islanda              | 1                 |
| Italia               | 3                 |
| Lettonia             | 4                 |
| Lituania             | 5                 |
| Lussemburgo          | 2                 |
| Malaysia             | 7                 |
| Moldavia             | 169               |
| Norvegia             | 1                 |
| Nuova Zelanda        | 1                 |
| Paesi Bassi          | 4                 |
| Polonia              | 1                 |
| Portogallo           | 16                |
| Regno Unito          | 1                 |
| Romania              | 2                 |
| Repubblica Ceca      | 1                 |
| Russia               | 3                 |
| Singapore            | 7                 |
| Slovacchia           | 3                 |
| Slovenia             | 1                 |
| Spagna               | 18                |
| Stati Uniti          | 10                |
| Svezia               | 1                 |
| Svizzera             | 1                 |
| Ucraina              | 4                 |
| Ungheria             | 1                 |

### Classifiche di fine anno
| Classifica (2018) | Posizione |
| ----------------- | --------- |
| Belgio (Fiandre)  | 90        |
| Danimarca         | 33        |
| Estonia           | 84        |
| Norvegia          | 16        |
| Paesi Bassi       | 73        |
| Svezia            | 18        |
| Svizzera          | 79        |
| Classifica (2019) | Posizione |
| Australia         | 15        |
| Austria           | 10        |
| Belgio (Fiandre)  | 11        |
| Belgio (Vallonia) | 8         |
| Bulgaria          | 1         |
| Canada            | 18        |
| Danimarca         | 11        |
| Francia           | 39        |
| Germania          | 5         |
| Irlanda           | 18        |
| Islanda           | 13        |
| Italia            | 16        |
| Lettonia          | 53        |
| Norvegia          | 9         |
| Nuova Zelanda     | 18        |
| Paesi Bassi       | 27        |
| Polonia           | 17        |
| Portogallo        | 61        |
| Regno Unito       | 6         |
| Repubblica Ceca   | 4         |
| Romania           | 17        |
| Russia            | 23        |
| Slovacchia        | 4         |
| Slovenia          | 1         |
| Spagna            | 67        |
| Stati Uniti       | 23        |
| Svezia            | 28        |
| Svizzera          | 7         |
| Ucraina           | 18        |
| Ungheria          | 5         |

### Classifiche di fine decennio
| Classifica (2010-19) | Posizione |
| -------------------- | --------- |
| Norvegia             | 17        |